# Petr II. Ruský
Petr II. Alexejevič (rusky Пётр II Алексеевич) (1715–1730), syn careviče Alexeje a německé princezny Sofie Šarloty Brunšvicko-Wolfenbüttelské, vnuk Petra I. Velikého, byl posledním ruským carem z rodu Romanovců v letech 1727–1730.

## Život
Na trůn usedl jako nezletilý po smrti druhé ženy Petra Velikého Marty Skavronské, pozdější panovnice Kateřiny I. Zprvu za něj, coby poručník, krátkou dobu vládl kníže Alexandr Danilovič Menšikov, bývalý spolupracovník Petra Velikého, který však byl vzápětí sesazen a poslán do vyhnanství.
Poté se stal třináctiletý vládce hříčkou v rukou významných šlechticů. Patřila mezi ně především čtyři knížata Dolgoruká a carův vychovatel a vicekancléř Andrej Ivanovič Ostermann. Carský dvůr přesídlil z Petrohradu, založeného Petrem I., do Moskvy. Hlavním zaměstnáním carského dvora se místo vládnutí staly slavnosti, plesy a lovy, na nichž chlapec hýřil často celé noci.
Počátkem roku 1730 nečekaně zemřel na pravé neštovice. Jeho osobou vymřel rod Romanovců po meči.